# Vs. (アルバム)
『Vs.』 (ヴァーサス) は、アメリカのロック・バンド、パール・ジャムの2枚目のアルバム。
1993年にリリースされ全米Billboard 200では初登場1位を獲得、その後5週間に渡ってその位置を保ち続けた。そして、このアルバムはアメリカ国内で発売後1週間の間に95万枚を売り上げ、この数字は2000年にリンプ・ビズキットに破られるまでは、『ビルボード』誌における歴代最高の数字だった。このアルバムからエアロスミスの『ゲット・ア・グリップ』やレッド・ホット・チリ・ペッパーズの『ブラッド・シュガー・セックス・マジック』などの作品におけるミキシングで知られるブレンダン・オブライエンがプロデューサーとして初めて参加した作品にもなっている。

## 評価・反響
キャッチーなメロディーも多く、ポップと評される。この作品は発売1週間の最速売り上げ記録を樹立し、レジクラッシャーとまでいわれた。

## Glorified G
ドラマーのデイヴ・アブラジーズはテキサス州出身で南部の男性らしい趣味を持っており、拳銃コレクションもその一つだった。このアルバムのプリ・プロダクション収録中にその趣味の話をしていたアブラジーズをエディ・ヴェダーは強烈に非難し、軽蔑した。ヴェダーは市民の拳銃所持を政治的に非難していたからであるが、その時にアブラジーズを皮肉るために思いついた歌詞がそのまま収録曲「Glorified G」として収録されている。ヴェダーは強引にその歌詞での収録を敢行するなど、当時相当アブラジーズに冷たく接したといわれる。

## 収録曲
| #   | タイトル                                             | 作詞 | 作曲・編曲 | 時間 |
| --- | ---------------------------------------------------- | ---- | ---------- | ---- |
| 1.  | 「Go」                                               |      |            | 3:12 |
| 2.  | 「Animal」                                           |      |            | 2:49 |
| 3.  | 「Daughter」                                         |      |            | 3:55 |
| 4.  | 「Glorified G」                                      |      |            | 3:26 |
| 5.  | 「Dissident」                                        |      |            | 3:35 |
| 6.  | 「W.M.A.」                                           |      |            | 5:59 |
| 7.  | 「Blood」                                            |      |            | 2:50 |
| 8.  | 「Rearviewmirror」                                   |      |            | 4:44 |
| 9.  | 「Rats」                                             |      |            | 4:15 |
| 10. | 「Elderly Woman Behind the Counter in a Small Town」 |      |            | 3:15 |
| 11. | 「Leash」                                            |      |            | 3:09 |
| 12. | 「Indifference」                                     |      |            | 5:02 |

All Lyrics by: Eddie Vedder
All Music by: Abbruzzese, Ament, Gossard, McCready, and Vedder
Recorded at:
The Site, Nicasio, California
Potatohead Studios, Seattle, Washington
Produced by: Brendan O'Brien & Pearl Jam

## レコーディング・メンバー
- エディ・ヴェダー - ボーカル、リズムギター (#8, #10)
- マイク・マクレディ - リードギター
- ストーン・ゴッサード - リズムギター
- ジェフ・アメン - ベースギター
- デイヴ・アブラジーズ - ドラムス

## スタッフ
- Brendan O'Brien (Produce, Recording, Mixing)
- Nick DiDia (Recording Engineer)
- Adam Kasper, Kevin Scott (Assistant Engineers)

- Ames (Cover Art, Black and White Photography)
- Lance Mercer (Inside Color Photography)
- Joel Zimmerman (Art Direction)